# Евдокимова, Софья Геннадьевна
Со́фья Генна́дьевна Евдоки́мова (род. 27 ноября 1996 года в Тольятти) — российская фигуристка, выступавшая в танцах на льду в паре с Егором Базиным. Они — двукратные серебряные призёры Универсиад (2017, 2019), победители турнира серии «Челленджер» Ice Star (2018), бронзовые призёры чемпионата России (2019).
С 2021 года работает хореографом в группе парного катания в городе Сочи, вместе с Фёдором Климовым.

## Карьера
Занимается фигурным катанием с 2001 года. С детства тренируется у Олега Судакова в СШОР №1 города Тольятти.
Софья Евдокимова встала в пару с Егором Базиным в 2007 году. Пара дебютировала в юниорской серии Гран-при в Австрии сезоне 2011—2012, заняв седьмое место. В сезоне 2013—2014 они выиграли свою первую медаль юниорского Гран-при - бронзу в Мексике.
В 2014 году фигуристы заняли четвертые места на юниорском Гран-при в Чехии и в Германии.
В феврале 2015 года пара завоевала бронзовые медали на Первенстве России среди юниоров. В марте спортсмены выступили на чемпионате мира среди юниоров, где заняли 10 место. В августе 2015 года завоевали бронзовую медаль в юниорской серии Гран-при в Латвии. В октябре 2015 года выиграли турнир Ice Star. В январе 2016 года на первенстве России среди юниоров заняли 4 место.
В ноябре приняли участие в третьем этапе серии Гран-при Rostelecom Cup, где пара заняла 9 место. В декабре выступили на турнире серии «Челленджер» Золотой конёк Загреба, где заняли 9 место. В декабре 2016 года фигуристы приняли участие в чемпионате России, где заняли 6 место. В феврале 2017 года фигуристы завоевали серебряные медали на зимней Универсиаде.
В ноябре 2017 года фигуристы выступили на турнире «Челленджер» Tallin Trophy, где заняли 4 место. В декабре 2017 года заняли пятое место на чемпионате России.
В октябре 2018 года спортсмены приняли участие в турнире «Челленджер» Finlandia Trophy, в котором заняли 7 место. В октябре 2018 года спортсмены выиграли турнир Ice Star. В ноябре выступили на этапе Гран-при Rostelecom Cup, в котором заняли 4 место. В конце ноября приняли участие в турнире Tallinn Trophy, где заняли 4 место. В декабре фигуристы выступили на чемпионате России и стали бронзовыми призёрами чемпионата. В январе 2019 года участвовали на чемпионате Европы, где в короткой программе расположились на 11 месте с 66,65 балла, в произвольной программе стали восьмыми с 108,97 балла, в итоге Софья и Егор заняли 9 место с суммой баллов 175,62. В марте 2019 года приняли участие в зимней Универсиаде, где фигуристы завоевали серебряные медали.
В сентябре 2019 года фигуристы выступили на турнире «Челленджер» мемориал Ондрея Непелы, где заняли 7 место. В октябре приняли участие во втором этапе Гран-при Skate Canada International, где заняли 9 место. В ноябре участвовали в четвёртом этапе Гран-при Cup of China, где заняли 6 место. На чемпионате России заняли 7 место.
1 марта 2020 года стало известно, что Евдокимова и Базин распались.
15 октября 2020 года объявила о завершении спортивной карьеры.

## Программы
С Егором Базиным
| Сезон     | Ритм-танец | Произвольный танец                                                                          |
| --------- | --- | ------------------------------------------------------------------------------------------- |
| 2019—2020 | - Блюз, Квикстеп: 42nd Street (из фильма «42-я улица») Гарри Уоррен и Эл Дубин                                      | - Remembrances (из фильма «Список Шиндлера») Джон Уильямс - La terre vue du ciel Арман Амар |
| 2018—2019 | - Танго: Come Together в исполнении Marea Tango - Хип-хоп: Imma Be в исполнении The Black Eyed Peas                 | - Nocturne Secret Garden - Sarabande Suite Globus                                           |
|           | Короткий танец |                                                                                             |
| 2017—2018 | - Румба: Historia de un Amor - Самба: Arrasando в исполнении Талия                                                  | - Ave Maria Thomas Spencer-Wortley                                                          |
| 2016—2017 | - Блюз: Minnie the Moocher в исполнении Big Bad Voodoo Daddy - Свинг: Big and Bad в исполнении Big Bad Voodoo Daddy | - Hip Hip Chin Chin в исполнении Club des Belugas - Temptation в исполнении Дайана Кролл    |
| 2015—2016 | - Вальс: Вальс № 2 Дмитрий Шостакович - Марш: Polish polka medley                                                   | - Ромео + Джульетта Крэйг Армстронг, Нелли Хупер                                            |
| 2014—2015 | - Самба: Paxi Ni Ngongo Bonga - Румба - Самба                                                                       | - The best of Горан Брегович                                                                |
| 2013—2014 | - Hava Nagila - Sixteen Tons                                                                                        | - Малагенья Эрнесто Лекуона                                                                 |
| 2012—2013 | - Блюз - Свинг | - Gangs of New York Говард Шор                                                              |
| 2011—2012 | - Ча-ча-ча: Pao Pao Элли Коккину - Mambo Mambo Лу Бега                                                              | - Яблочко (из балета «Красный мак») Рейнгольд Глиэр                                         |

## Спортивные достижения
(с Егором Базиным)
| Соревнования                        | 11/12         | 12/13         | 13/14         | 14/15         | 15/16         | 16/17         | 17/18         | 18/19         | 19/20         |
| Международные                       | Международные | Международные | Международные | Международные | Международные | Международные | Международные | Международные | Международные |
| ----------------------------------- | ------------- | ------------- | ------------- | ------------- | ------------- | ------------- | ------------- | ------------- | ------------- |
| Чемпионат Европы                    |               |               |               |               |               |               |               | 9             |               |
| Этапы Гран-при: Rostelecom Cup      |               |               |               |               |               | 9             |               | 4             |               |
| Этапы Гран-при: Cup of China        |               |               |               |               |               |               |               |               | 6             |
| Этапы Гран-при: Skate Canada        |               |               |               |               |               |               |               |               | 9             |
| Челленджер. Tallinn Trophy          |               |               |               |               |               |               | 4             | 4             |               |
| Челленджер. Finlandia Trophy        |               |               |               |               |               |               |               | 7             |               |
| Челленджер. Мемориал Ондрея Непелы  |               |               |               |               |               |               |               |               | 7             |
| Челленджер. Золоток конёк Загреба   |               |               |               |               |               | 9             |               |               |               |
| Зимняя Универсиада                  |               |               |               |               |               | 2             |               | 2             |               |
| Bosphorus Istanbul Cup              |               |               |               |               |               |               |               |               | 3             |
| Ice Star                            |               |               |               |               | 1 юн.         | 3             |               | 1             |               |
| Egna Dance Trophy                   |               |               |               |               |               |               | 3             |               |               |
| Международные среди юниоров         |               |               |               |               |               |               |               |               |               |
| Чемпионат мира среди юниоров        |               |               |               | 10            |               |               |               |               |               |
| Этапы юниорского Гран-при: Австрия  | 7             |               |               |               | 5             |               |               |               |               |
| Этапы юниорского Гран-при: Латвия   |               |               |               |               | 3             |               |               |               |               |
| Этапы юниорского Гран-при: Германия |               |               |               | 4             |               |               |               |               |               |
| Этапы юниорского Гран-при: Чехия    |               |               | 4             | 4             |               |               |               |               |               |
| Этапы юниорского Гран-при: Мексика  |               |               | 3             |               |               |               |               |               |               |
| Этапы юниорского Гран-при: Словения |               | 7             |               |               |               |               |               |               |               |
| Этапы юниорского Гран-при: Франция  |               | 5             |               |               |               |               |               |               |               |
| Национальные                        |               |               |               |               |               |               |               |               |               |
| Чемпионаты России                   |               |               |               |               |               | 6             | 5             | 3             | 7             |
| Финал Кубка России                  | 1             | 3             |               |               |               |               |               |               |               |
| Первенство России среди юниоров     | 6             | 5             |               | 3             | 4             |               |               |               |               |